# FK Budućnost Podgorica
O FK Budućnost Podgorica (em montenegrino cirílico ФК Будућност) é um clube montenegrino de futebol fundado em 1925. Tem a sua sede na cidade de Podgorica. O seu atual presidente é Miomir Mugoša.

## Títulos
- Campeonato Montenegrino de Futebol: 2007-08, 2011-12, 2016-17, 2019-20, 2020-21, 2022-23, 2024-25

## Marca do equipamento
- A-Line

## Patrocínio
- KAP